# Arctostaphylos laxiflora
Arctostaphylos laxiflora är en ljungväxtart som beskrevs av Amos Arthur Heller. Arctostaphylos laxiflora ingår i släktet mjölonsläktet, och familjen ljungväxter. Inga underarter finns listade i Catalogue of Life.